# Ketzergesetze
Unter Ketzergesetzen versteht man v. a. die von Friedrich II. erlassenen Gesetze zur Bekämpfung der Häresie. Diese sind im Einzelnen:
- das Gesetz vom 22. November 1220 (aus Anlass seiner Kaiserkrönung, erweitert am 22. November 1232 und noch einmal erweitert 1238/39)
- das Gesetz für die Lombardei 1224 (insbesondere gegen die in Oberitalien starken Patarener und Waldenser)
- das Gesetz für Sizilien 1231, zum Reichsgesetz erhoben 1238/39
- das Gesetz für Deutschland 1232, fast wörtlich wiederholt und ebenfalls zum Reichsgesetz erhoben 1238/39.

Insbesondere das Gesetz für die Lombardei sah die Verhängung verschiedener Strafen bis hin zur Todesstrafe (durchweg durch Verbrennung) für diejenigen Häretiker vor, die von der Kirche verurteilt und dem weltlichen Arm übergeben worden waren. Die weltlichen Behörden wurden verpflichtet, wenn die Kirche oder auch einfache Katholiken dies forderten, alle der Häresie Verdächtigen zu verhaften und vor Gericht zu stellen. Dabei sollte den Dominikanern jegliche Unterstützung und jeglicher Schutz gewährt werden.
Zeitgleich erließ auch der französische König Ludwig VIII. Ketzergesetze.
Zu Ketzergesetzen kam es ebenfalls 1554 (Verfolgung der Protestanten) und 1593 (Verfolgung der Puritaner) in England (s. Puritanismus, Geschichte Englands).